# Dora 2022
Das 24. Dora-Festival fand am 19. Februar 2022 in der Marino Cvetkovic Sports Hall in Opatija statt und war die kroatische Vorentscheidung für den Eurovision Song Contest 2022 in Turin (Italien). Mia Dimšić gewann mit ihrem Lied Guilty Pleasure.

## Format

### Konzept
Am 13. September 2021 bestätigte die kroatische Rundfunkanstalt Hrvatska radiotelevizija (HRT) ihre Teilnahme am Eurovision Song Contest 2022 und bestätigte gleichzeitig, dass der Beitrag 2022 wieder über das Dora-Festival ausgewählt werde.
Am 27. Oktober 2021 gab HRT bekannt, dass das seit 2019 eingeführte Format auch 2022 Anwendung finden wird. Insgesamt 14 Beiträge werden in einer Sendung in der Marino Cvetkovic Sports Hall in Opatija aufgeführt, wobei der Sieger zu 50 % vom Juryvoting und zu 50 % vom Televoting bestimmt wird. Der Sieger soll Kroatien beim ESC 2022 vertreten.

### Beitragswahl
Vom 27. Oktober 2021 bis zum 25. November 2021 konnten Beiträge bei HRT eingereicht werden. Komponisten aus aller Welt waren eingeladen, Beiträge einzureichen. Die Interpreten mussten allerdings kroatische Staatsbürger sein. Neben Kroatisch konnten auch Beiträge auf Englisch, Italienisch und Französisch eingereicht werden. Eine neue Regel gab es dieses Jahr allerdings: Der Siegertitel darf nach dem Sieg nur minimal abgeändert werden. Größere Änderungen an dem Siegertitel sind ab sofort nicht mehr gestattet.
Am 15. Dezember 2021 gab HRT bekannt, dass sie insgesamt 184 Lieder erhalten haben. Dies ist die höchste Anzahl an eingereichten Beiträgen seit der Rückkehr des Festivals im Jahr 2019.

## Teilnehmer
Die 14 Teilnehmer wurden am 17. Dezember 2021 der Öffentlichkeit präsentiert.

### Zurückkehrende Interpreten
| Interpret        | Jahr       |
| ---------------- | ---------- |
| Bernarda         | 2019, 2021 |
| Elis Lovrić      | 2019, 2020 |
| Ella Orešković   | 2021       |
| Erik Vidović     | 2021       |
| Mia Negovetić    | 2020, 2021 |
| Tina Vukov       | 2006, 2007 |
| ToMa             | 2021       |
| Zdenka Kovačiček | 2020       |

## Finale
Das Finale fand am 19. Februar 2022 in Opatija statt. Mia Dimšić konnte sich sowohl im Jury- als auch im Televoting durchsetzen und gewann folglich den Vorentscheid mit ihrem Lied Guilty Pleasure.
| Platz | Startnr. | Interpret        | Lied Musik (M) und Text (T) | Sprache             | Übersetzung (Inoffiziell)    | Jury Punkte | Zuschauer            | Zuschauer     | Zuschauer | Zuschauer | Gesamt Punkte |
| Platz | Startnr. | Interpret        | Lied Musik (M) und Text (T) | Sprache             | Übersetzung (Inoffiziell)    | Jury Punkte | Stimmen (Televoting) | Stimmen (SMS) | Gesamt    | Punkte    | Gesamt Punkte |
| ----- | -------- | ---------------- | --- | ------------------- | ---------------------------- | ----------- | -------------------- | ------------- | --------- | --------- | ------------- |
| 01.   | 14       | Mia Dimšić       | Guilty Pleasure M/T: Mia Dimšić, Vjekoslav Dimter, Damir Bačić                                                                          | Englisch            | Heimliches Vergnügen         | 91          | 13.388               | 7.271         | 20.659    | 166       | 257           |
| 02.   | 03       | Marko Bošnjak    | Moli za nas M/T: Vlaho Arbulić | Kroatisch           | Bete für uns                 | 71          | 7.161                | 6.342         | 13.503    | 108       | 179           |
| 03.   | 02       | Mia Negovetić    | Forgive Me (Oprosti) M/T: Andreas Stone Johansson, Denniz Jamm, Laurell Barker, Mia Negovetić                                           | Englisch, Kroatisch | Vergib mir (Es tut mir leid) | 81          | 5.278                | 2.226         | 7.504     | 060       | 141           |
| 04.   | 08       | Bernarda         | Here for Love M: Bernarda Brunović, Adriana Pupavac, Andreas Björkman, Karl Persson, Jonas Ekdahl; T: Aidan O’Connor, Bernarda Brunović | Englisch            | Hier für Liebe               | 64          | 3.710                | 2.201         | 5.911     | 047       | 111           |
| 05.   | 09       | Erik Vidović     | I Found You M: Eric Vidović, Filip Vidović, Gordan Dragić; T: Eric Vidović                                                              | Englisch            | Ich habe dich gefunden       | 59          | 3.610                | 1.797         | 5.407     | 043       | 102           |
| 06.   | 11       | Elis Lovrić      | No War M: Anthony Kukuljan; T: Anthony Kukuljan, Elis Lovrić                                                                            | Englisch            | Kein Krieg                   | 64          | 2.350                | 1.382         | 3.732     | 030       | 094           |
| 07.   | 10       | ToMa             | In the Darkness M: Adriana Pupavac, Andreas Björkman, Tomislav Marić; T: Aidan O’Connor, Tomislav Marić                                 | Englisch            | In der Dunkelheit            | 43          | 1.856                | 1.203         | 3.059     | 025       | 068           |
| 08.   | 06       | Tina Vukov       | Hideout M: Rejhan Okanović, Tomislav Gojanović; T: Tomislav Gojanović, Josipa Vujević                                                   | Englisch            | Versteck                     | 33          | 2.130                | 726           | 2.856     | 023       | 056           |
| 09.   | 05       | Zdenka Kovačiček | Stay on the Bright Side M/T: Adi Karas                                                                                                  | Englisch            | Bleib auf der hellen Seite   | 31          | 1.691                | 812           | 2.503     | 020       | 051           |
| 10.   | 12       | Ella Orešković   | If You Walk Away M: Siniša Reljić; T: Ella Orešković                                                                                    | Englisch            | Wenn du weg gehst            | 11          | 1.466                | 643           | 2.109     | 017       | 028           |
| 11.   | 13       | Tia              | Voli me do neba M/T: Vlaho Arbulić | Kroatisch           | Lieb mich zum Himmel         | 13          | 832                  | 525           | 1.357     | 011       | 024           |
| 12.   | 04       | Jessa            | My Next Mistake M: Silvio Pasarić, Jessica Atlić-McColgan; T: Jessica Atlić-McColgan                                                    | Englisch            | Mein nächster Fehler         | 08          | 794                  | 332           | 1.126     | 09        | 017           |
| 13.   | 07       | Roko Vušković    | Malo kasnije M: Predrag Martinjak, Roko Vušković; T: Roko Vušković                                                                      | Kroatisch           | Ein bisschen später          | 08          | 717                  | 356           | 1.073     | 09        | 017           |
| 14.   | 01       | Mila Elegović    | Ljubav M/T: Bruno Krajcar | Kroatisch           | Liebe                        | 03          | 1.145                | 246           | 1.391     | 012       | 015           |